# Municipio de Apan
El municipio de Apan es uno de los ochenta y cuatro municipios que conforman el estado de Hidalgo, México. La cabecera municipal y localidad más poblada es Apan.
Apan se localiza al sur del territorio hidalguense entre los paralelos 19°36′ y 19°52′ de latitud norte; los meridianos 98°17′ y 98°34′ de longitud oeste; con una altitud entre 2500 y 3000 m s. n. m. Este municipio cuenta con una superficie de 322.21 km², y representa el 1.55 % de la superficie del estado; dentro de la región geográfica denominada como la Altiplanicie pulquera.
Colinda al norte con los municipios de Tepeapulco, Cuautepec de Hinojosa y el municipio de Chignahuapan del estado de Puebla; al este con el estado de Puebla y el Almoloya; al sur Tlaxco municipio del estado de Tlaxcala; al oeste con los municipios de Emiliano Zapata y Tepeapulco.

## Toponimia
Del náhuatl, Atl ‘agua’ y pam ‘e o sobre’, obteniéndose ”sobre el agua”.

## Geografía

### Relieve e hidrográfica

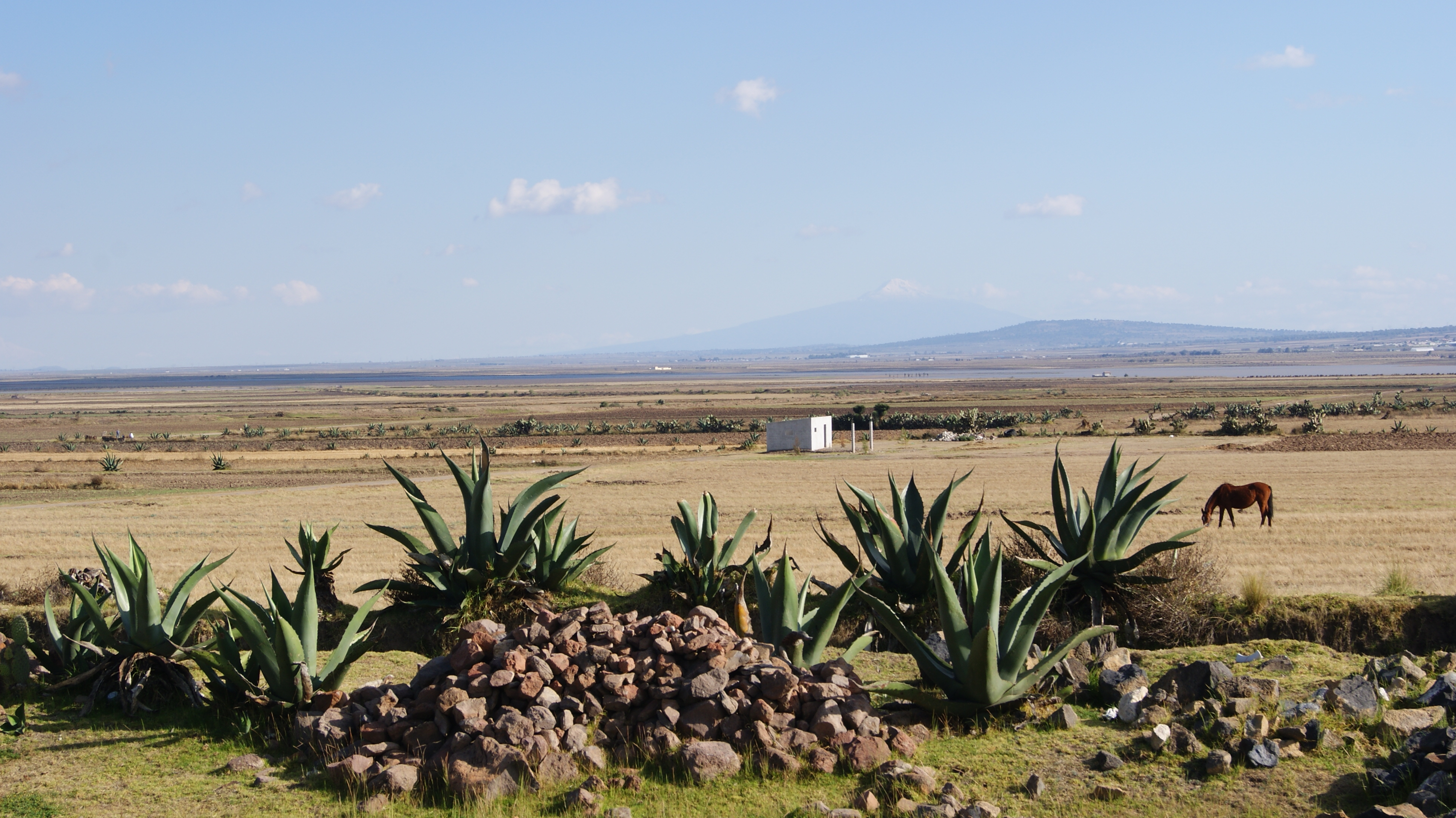
Llanos de Apan.

En cuanto a fisiografía se encuentra en la provincia del Eje Neovolcánico; dentro de la subprovincia de Lagos y Volcanes de Anáhuac. Su territorio es lomerío (10.0%) y llanura (90.0%). No existe alguna elevación muy notable debido a las dimensiones del territorio, sin embargo, la más nombrada es el cerro Chulco que presenta una altitud de 2488 m s. n. m. También existen elevaciones como el cerro de Cuautla, el Toronjil y el Viejo de Tultengo que se encuentran por arriba de los 3000 m s. n. m., el cerro Colorado, Cocinillas, San Fernando, La Loma y Las Ventas.
En cuanto a su geología corresponde al periodo neógeno (85.0 %) y cuaternario (12.24 %). Con rocas tipo ígnea extrusiva: toba ácida (32.0%), andesita (35.5%), basalto (17.0%), riolita (1.0%), brecha volcánica básica (1.5%) y riodacita (1.0%); suelo: aluvial (9.24%). En cuanto a edafología el suelo dominante es phaeozem (64.0%), vertisol (25.5%), leptosol (4.0%), durisol (3.0%) y umbrisol (0.74%).
En lo que respecta a la hidrología se encuentra posicionado en las regiones hidrológicas del Pánuco; en la cuenca del río Moctezuma; dentro de la subcuenca lagunas Tochac y Tecocomulco. Las corrientes de agua que conforman el municipio son: Cuatlaco, El Muerto, La Leona, Encinos, Sol, Magdalena y Tinajas.

### Clima
El territorio municipal se encuentran los siguientes climas con su respectivo porcentaje: Templado subhúmedo con lluvias en verano, de humedad media (80.0%) y templado subhúmedo con lluvias en verano, de menor humedad (20.0%).
La estación meteorológica de la ciudad de Apan, tras 23 años de observación, ha estimado que la temperatura anual promedio en el municipio es de aproximadamente 14.1 °C. Con respecto a la precipitación anual en el municipio, el nivel promedio observado es de alrededor de los 622 mm. según datos observados, y los meses de junio y agosto son los de mayor precipitación, y los de febrero y diciembre los de menor. 

### Ecología
La flora en el municipio tiene una vegetación poco abundante, sin embargo cuenta con, los mejores pastos para el ganado lanar, el terreno es preferente para el cultivo de maguey, pinos de diversas clases, encinos y sabinos. La fauna perteneciente a esta región está compuesta por gavilán, pato, chichicuilote, agachón, tordo, tórtola, tecolote, gorrión, venado, coyote, tlacuache, armadillo, liebre, conejo, tuza, hurón, zorrillo, cacomixtle y una gran variedad de reptiles, insectos y arácnidos.
La Laguna de Tecocomulco es uno de tres sitios decretados dentro del Convenio de Ramsar que se encuentran en el estado de Hidalgo; decretada el 29 de septiembre de 2003 con un área de 1769 ha abarcando también los municipios e Cuautepec de Hinojosa y Tepeapulco.

## Demografía

### Población
De acuerdo a los resultados que presentó el Censo de Población y Vivienda 2020 del INEGI, el municipio cuenta con un total de 46 681 habitantes, siendo 22 288 hombres y 24 393 mujeres. Tiene una densidad de 144.9 hab/km², la mitad de la población tiene 30 años o menos, existen 91 hombres por cada 100 mujeres.
El porcentaje de población que habla lengua indígena es de 0.22 %, y el porcentaje de población que se considera afromexicana o afrodescendiente es de 1.14 %. Tiene una Tasa de alfabetización de 99.3 % en la población de 15 a 24 años, de 93.6 % en la población de 25 años y más. El porcentaje de población según nivel de escolaridad, es de 5.3 % sin escolaridad, el 53.8 % con educación básica, el 24.7 % con educación media superior, el 16.1 % con educación superior, y 0.1 % no especificado.
El porcentaje de población afiliada a servicios de salud es de 70.5 %. El 45.3 % se encuentra afiliada al IMSS, el 45.1 % al INSABI, el 6.7 % al ISSSTE, 0.6 % IMSS Bienestar, 1.8 % a las dependencias de salud de PEMEX, Defensa o Marina, 0.9 % a una institución privada, y el 0.72 % a otra institución. El porcentaje de población con alguna discapacidad es de 6.9 %. El porcentaje de población según situación conyugal, el 32.1 % se encuentra casada, el 31.9 % soltera, el 22.5 % en unión libre, el 6.2 % separada, el 2.1 % divorciada, el 5.2 % viuda.
Para 2020, el total de viviendas particulares habitadas es de 12 927 viviendas, representa el 1.5 % del total estatal. Con un promedio de ocupantes por vivienda 3.6 personas. Predominan las viviendas con los siguientes materiales: adobe y concreto, el tipo de la propiedad corresponde a la privada. En el municipio para el año 2020, el servicio de energía eléctrica abarca una cobertura del 99.4 %; el servicio de agua entubada un 71.3 %; el servicio de drenaje cubre un 97.8 %; y el servicio sanitario un 98.5 %.

### Localidades
Para el año 2020, de acuerdo al Catálogo de Localidades, el municipio cuenta con 84 localidades.
| Código INEGI | Localidad                              | Población (2020) | Porcentaje (%) | Ámbito Población | Categoría Población |
| ------------ | -------------------------------------- | ---------------- | -------------- | ---------------- | ------------------- |
| 130080001    | Apan                                   | 28 792           | 61.678         | Urbano           | Ciudad              |
| 130080011    | Lázaro Cárdenas                        | 2957             | 6.334          | Urbano           | Comunidad           |
| 130080005    | Chimalpa Tlalayote                     | 2694             | 5.771          | Urbano           | Comunidad           |
| 130080009    | La Laguna                              | 1740             | 3.727          | Rural            | Comunidad           |
| 130080020    | Zotoluca (Veloz)                       | 1212             | 2.596          | Rural            | Comunidad           |
| 130080002    | Acopinalco                             | 927              | 1.986          | Rural            | Comunidad           |
| 130080051    | Lomas del Pedregal                     | 815              | 1.746          | Rural            | Comunidad           |
| 130080007    | San José Jiquilpan                     | 814              | 1.744          | Rural            | Comunidad           |
| 130080014    | San Juan Ixtilmaco                     | 735              | 1.575          | Rural            | Comunidad           |
| 130080019    | Los Voladores                          | 610              | 1.307          | Rural            | Comunidad           |
| 130080200    | San José el Mirador                    | 595              | 1.275          | Rural            | Comunidad           |
| 130080013    | Malayerba                              | 484              | 1.037          | Rural            | Ranchería           |
| 130080018    | San Diego Tlalayote                    | 432              | 0.925          | Rural            | Ranchería           |
| 130080218    | Las Haciendas                          | 385              | 0.825          | Rural            | Ranchería           |
| 130080015    | San Miguel de las Tunas                | 358              | 0.767          | Rural            | Ranchería           |
| 130080016    | Santa Cruz                             | 332              | 0.711          | Rural            | Ranchería           |
| 130080003    | Alcantarillas                          | 297              | 0.636          | Rural            | Ranchería           |
| 130080004    | Cocinillas                             | 252              | 0.540          | Rural            | Ranchería           |
| 130080026    | San Lucas                              | 229              | 0.491          | Rural            | Ranchería           |
| 130080032    | San Sebastián                          | 177              | 0.379          | Rural            | Ranchería           |
| 130080233    | Ampliación Loma Bonita                 | 167              | 0.358          | Rural            | Ranchería           |
| 130080023    | El Tigre                               | 147              | 0.315          | Rural            | Ranchería           |
| 130080017    | El Tezoyo                              | 130              | 0.278          | Rural            | Ranchería           |
| 130080024    | Las Ventas                             | 97               | 0.208          | Rural            | Ranchería           |
| 130080028    | La Leona                               | 94               | 0.201          | Rural            | Ranchería           |
| 130080237    | UNTA [Colonia]                         | 88               | 0.189          | Rural            | Ranchería           |
| 130080206    | La Hidalguense                         | 78               | 0.167          | Rural            | Ranchería           |
| 130080230    | La Soledad                             | 78               | 0.167          | Rural            | Ranchería           |
| 130080067    | Exhacienda Ocotepec                    | 70               | 0.150          | Rural            | Ranchería           |
| 130080021    | Guadalupe                              | 66               | 0.141          | Rural            | Ranchería           |
| 130080062    | El Tecorral                            | 57               | 0.122          | Rural            | Ranchería           |
| 130080235    | Lomas del Tepeyac                      | 52               | 0.111          | Rural            | Ranchería           |
| 130080211    | Las Peñitas                            | 51               | 0.109          | Rural            | Ranchería           |
| 130080053    | Los Reyes                              | 51               | 0.109          | Rural            | Ranchería           |
| 130080049    | Ojo de Agua                            | 48               | 0.103          | Rural            | Ranchería           |
| 130080100    | La Virgencita [Colonia]                | 46               | 0.099          | Rural            | Ranchería           |
| 130080127    | Buena Vista                            | 38               | 0.081          | Rural            | Ranchería           |
| 130080033    | El Alcanfor                            | 36               | 0.077          | Rural            | Ranchería           |
| 130080238    | El Jazmín                              | 33               | 0.071          | Rural            | Ranchería           |
| 130080047    | El Mirador                             | 28               | 0.060          | Rural            | Ranchería           |
| 130080102    | Lindero de Ocotepec                    | 28               | 0.060          | Rural            | Ranchería           |
| 130080194    | La Era de Ocotepec                     | 27               | 0.058          | Rural            | Ranchería           |
| 130080205    | Bosques de Chulco                      | 24               | 0.051          | Rural            | Ranchería           |
| 130080141    | San Rafael                             | 23               | 0.049          | Rural            | Ranchería           |
| 130080037    | El Cerrito                             | 21               | 0.045          | Rural            | Ranchería           |
| 130080220    | Cerro del Conejo                       | 19               | 0.041          | Rural            | Ranchería           |
| 130080222    | Los Gutiérrez                          | 19               | 0.041          | Rural            | Ranchería           |
| 130080022    | El Colorado                            | 18               | 0.039          | Rural            | Ranchería           |
| 130080043    | Jagüeyes Cuates                        | 16               | 0.034          | Rural            | Ranchería           |
| 130080201    | Los Montalvo                           | 16               | 0.034          | Rural            | Ranchería           |
| 130080063    | El Tejón                               | 14               | 0.030          | Rural            | Ranchería           |
| 130080039    | El Coyote (El Chupadero)               | 12               | 0.026          | Rural            | Ranchería           |
| 130080041    | La Ermita                              | 12               | 0.026          | Rural            | Ranchería           |
| 130080044    | La Lagunilla                           | 12               | 0.026          | Rural            | Ranchería           |
| 130080215    | El Tejocote                            | 11               | 0.024          | Rural            | Ranchería           |
| 130080111    | La Joya                                | 11               | 0.024          | Rural            | Ranchería           |
| 130080221    | Los Cotorros                           | 11               | 0.024          | Rural            | Ranchería           |
| 130080126    | El Llano                               | 8                | 0.017          | Rural            | Ranchería           |
| 130080213    | Rancho Teteyo                          | 8                | 0.017          | Rural            | Ranchería           |
| 130080143    | San Antonio                            | 7                | 0.015          | Rural            | Ranchería           |
| 130080223    | Canuto Monroy                          | 6                | 0.013          | Rural            | Ranchería           |
| 130080216    | Las Cabañitas                          | 6                | 0.013          | Rural            | Ranchería           |
| 130080210    | Las Palomas                            | 6                | 0.013          | Rural            | Ranchería           |
| 130080077    | La Curva                               | 5                | 0.011          | Rural            | Ranchería           |
| 130080114    | La Providencia                         | 5                | 0.011          | Rural            | Ranchería           |
| 130080059    | Exhacienda San Juan Ixtilmaco          | 4                | 0.009          | Rural            | Ranchería           |
| 130080040    | Los Encinos                            | 4                | 0.009          | Rural            | Ranchería           |
| 130080171    | San Joaquín                            | 4                | 0.009          | Rural            | Ranchería           |
| 130080042    | Hacienda San Miguel de las Tunas       | 3                | 0.006          | Rural            | Ranchería           |
| 130080069    | Los Barrera                            | 3                | 0.006          | Rural            | Ranchería           |
| 130080048    | Los Ojitos                             | 3                | 0.006          | Rural            | Ranchería           |
| 130080061    | Los Sosa                               | 3                | 0.006          | Rural            | Ranchería           |
| 130080106    | Marcelino Guzmán González              | 3                | 0.006          | Rural            | Ranchería           |
| 130080052    | San Diego Tlazala Avilés (Los Quintos) | 3                | 0.006          | Rural            | Ranchería           |
| 130080202    | Celedonio Márquez Sánchez              | 2                | 0.004          | Rural            | Ranchería           |
| 130080123    | Loma Linda                             | 2                | 0.004          | Rural            | Ranchería           |
| 130080035    | Los Ranchos (Salsipuedes)              | 2                | 0.004          | Rural            | Ranchería           |
| 130080094    | Santa Rosa                             | 2                | 0.004          | Rural            | Ranchería           |
| 130080219    | El Capulín (La Mesa)                   | 1                | 0.002          | Rural            | Ranchería           |
| 130080006    | Exhacienda Espejel                     | 1                | 0.002          | Rural            | Ranchería           |
| 130080208    | Joaquín Macías Romano                  | 1                | 0.002          | Rural            | Ranchería           |
| 130080046    | La Loma                                | 1                | 0.002          | Rural            | Ranchería           |
| 130080045    | Loma Larga (San Antonio)               | 1                | 0.002          | Rural            | Ranchería           |
| 130080236    | Salinas                                | 1                | 0.002          | Rural            | Ranchería           |

## Política
Se erigió como municipio a partir del 6 de agosto de 1824. El Ayuntamiento está compuesto por: 1 presidente municipal, 1 síndico, 9 regidores, 23 delegados municipales y 16 comisariados ejidales.  De acuerdo al Instituto Nacional electoral (INE) el municipio está integrado 25 secciones electorales, de la 0127 a la 0151. Para la elección de diputados federales a la Cámara de Diputados de México y diputados locales al Congreso de Hidalgo, se encuentra integrado al VII Distrito Electoral Federal de Hidalgo y al X Distrito Electoral Local de Hidalgo. A nivel estatal administrativo pertenece a la Macrorregión II y a la Microrregión XVII, además de a la Región Operativa V Apan.

### Cronología de presidentes municipales
| Periodo                  | Nombre                                      | Afiliación política        |
| ------------------------ | ------------------------------------------- | -------------------------- |
| 1964-1967                | Ángel Martínez Olvera                       | -                          |
| 1967-1970                | Rafael Arroyo Pérez                         | -                          |
| 1970-1973                | Benjamín Juárez Martínez                    | -                          |
| 1973-1976                | Samuel Berganza de la Torre                 | -                          |
| 1976-1979                | Francisco Cerecedo Madrid                   | -                          |
| 1979-1981                | Rodolfo Ortega Flores                       | -                          |
| 1981-1982                | José de Jesús Quijano Lara                  | Concejo municipal Interino |
| 1982-1985                | Ricardo del Razo López                      | -                          |
| 1985-1988                | José Guadalupe López Calderón               | -                          |
| 1988-1991                | Arcadio Rodríguez Hernández                 | -                          |
| 1991-1994                | José Manuel Mayorga Sánchez                 | -                          |
| 16/01/1994 al 15/01/1997 | Samuel Berganza de la Torre                 | PRI                        |
| 16/01/1997 al 15/01/2000 | Alonso Soto Llaguno                         | PT                         |
| 16/01/2000 al 15/01/2003 | María Guadalupe Muñoz Romero                | PRI                        |
| 16/01/2003 al 15/01/2006 | Alonso Soto Llaguno                         | PT                         |
| 16/01/2006 al 15/01/2009 | Rafael Garnica Alonso                       | PRI                        |
| 16/01/2009 al 15/01/2012 | José Julián Madrid Viveros                  | Coalición Mas x Hidalgo    |
| 16/01/2012 al 04/09/2016 | José Fernando Hernández Durán               | PRI                        |
| 05/09/2016 al 04/09/2020 | María Antonieta de los Ángeles Anaya Ortega | PAN                        |
| 05/09/2020 al 14/12/2020 | Francisco González Vargas                   | Concejo municipal Interino |
| 15/12/2020 al 04/09/2024 | María Guadalupe Muñoz Romero                | PRI                        |
| 05/09/2024 al 04/09/2027 | María Zorayda Robles Barrera                | Morena                     |

## Economía

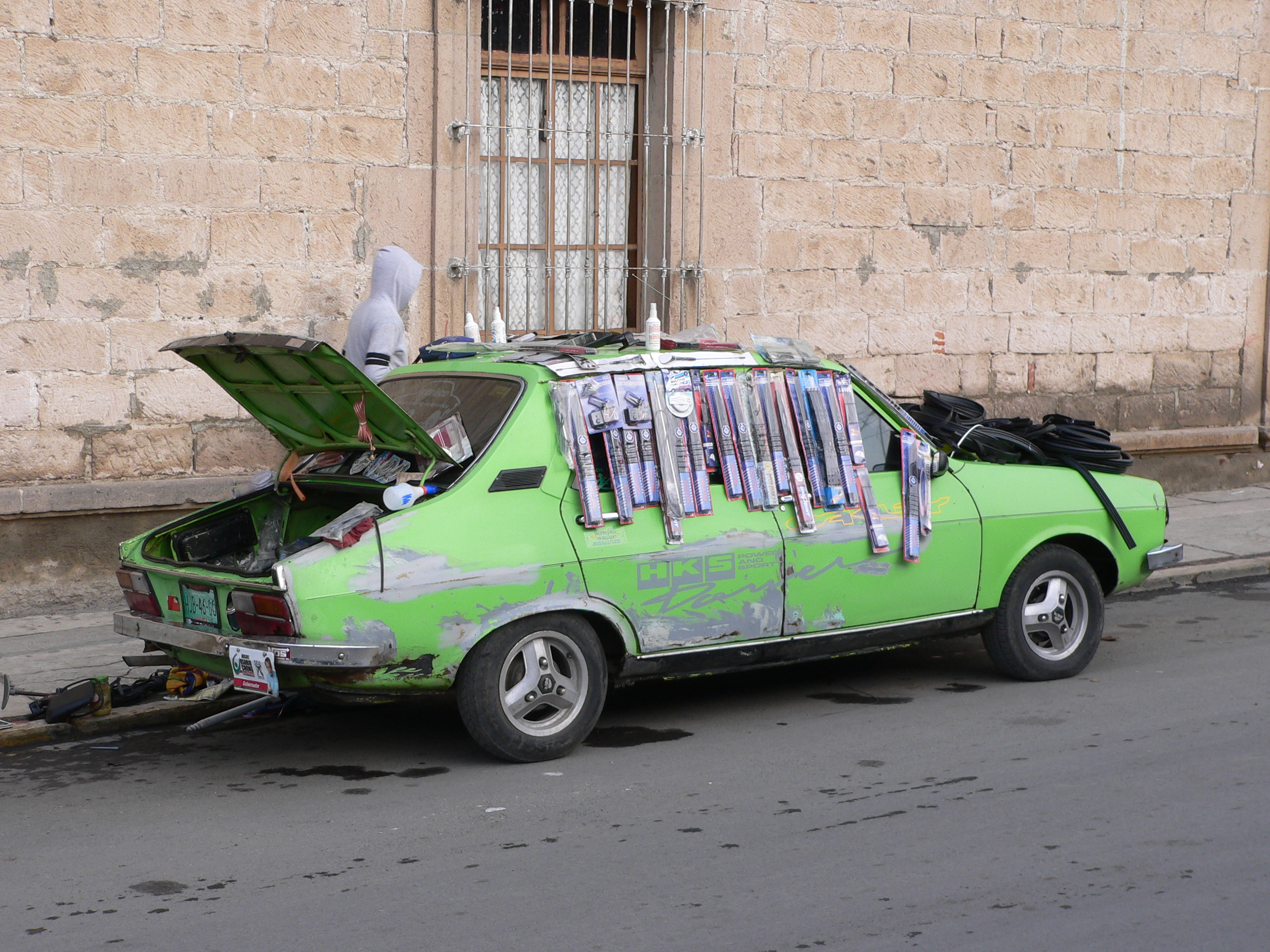
Negociante de limpiaparabrisas en Apan.

En 2015 el municipio presenta un IDH de 0.761 Alto, por lo que ocupa el lugar 19.º a nivel estatal; y en 2005 presentó un PIB de $ 2 675 176 762 pesos mexicanos, y un PIB per cápita de $68 163 (pesos a precios corrientes de 2005).
De acuerdo con el Consejo Nacional de Evaluación de la Política de Desarrollo Social (Coneval), el municipio registra un Índice de Marginación bajo, y el 48.6% de la población se encuentra en pobreza moderada y 10.4%  se encuentra en pobreza extrema.
En materia de agricultura se cosechan diferentes productos, los más representativos son los siguientes: Cebada grano con 22 156 hectáreas
cosechadas, avena forrajera con 1827, maíz grano con 550; alfalfa verde con 42, frijol con 15 y jitomate rojo y maguey pulquero con 5 hectáreas respectivamente. La ganadería se cría ganado bovino de carne y leche, el cual cuenta con una población de 645 cabezas, caprino con 1211 cabezas, porcino con 4293 cabezas y ovino con 13 463 cabezas. En relación con la avicultura, en algunas localidades del Municipio se cuenta con aves de postura y engorda, con una población de 261 904 aves de corral. En relación con la silvicultura se cuenta únicamente con 61 hectáreas de bosque con vegetación formada por pinos de diversas clases, encinos y sabinos.
Para 2015 existen en Almoloya 1905 unidades económicas, que generaban empleos para 5217 personas. En lo que respecta al comercio, para el año 2015 se cuentan en el municipio con un mercado público, un rastro, tres tiendas DICONSA y un tianguis el día miércoles.
De acuerdo con cifras al año 2015 presentadas en los censos económicos por el INEGI, la Población Económicamente Activa (PEA) de 12 años y más del municipio asciende a 16 925 de las cuales 16 230 se encuentran ocupadas y 695 se encuentran desocupadas. El 10.6% pertenece al sector primario, el 35.7% pertenece al sector secundario, el 51.4% pertenece al sector terciario.